# 우고 차베스
우고 라파엘 차베스 프리아스(스페인어: Hugo Rafael Chávez Frías, 문화어: 우고 챠베스 프리아스, 1954년 7월 28일 ~ 2013년 3월 5일)는 베네수엘라의 정치인이자 군인으로, 제48대 대통령이다.
그는 볼리바르 혁명의 지도자로서 사회주의 추진과 라틴 아메리카 통합을 지향하고, 미국이 주도하는 신자유주의적 세계화와 미국의 대외 정책에 맞서는 반미주의자로 널리 알려져 있다. 차베스는 직업 군인으로서 1992년 쿠데타를 시도하였으나 실패하였고, 1997년 제5공화국운동당(Fifth Republic Movement)을 창당하였다. 1998년 빈민층의 지지를 받아 대통령에 당선되었으며, 2000년과 2006년 재선되었다. 국내적으로 우고 차베스는 대규모 미션(프로그램)을 시작하여 빈부격차, 부정부패, 질병, 문맹, 영양 부족과 빈곤 등의 사회 문제를 퇴치하고자 했다. 그러나 포퓰리즘적 정책과 국제유가 하락으로 인해 실업률과 물가는 폭등하고 경제성장률은 마이너스로 떨어졌으며, 베네수엘라 경제는 위기에 빠지게 되었다. 또한 사법부의 독립성을 침해해 삼권분립과 민주주의를 파괴하였다는 평가도 나온다.
2002년 반대파의 쿠데타 시도와 파업 사태를 극복한 뒤 2004년 국민 소환 투표에서 승리했다. 사회주의 해방자, 빈민 영웅과 권위주의적 포퓰리스트, 반미주의, 극좌의 엇갈리는 이미지 사이에서 차베스는 현재 라틴 아메리카 정치에서 가장 복합적이고도 찬반 논쟁을 불러일으키는 인물 중 하나로 알려져 있다. 2009년에 조지아의 자치 공화국인 남오세티야와 압하지야를 독립국으로 인정한다는 입장을 밝히기도 하였다. 차베스는 2012년 10월 대선에도 출마, 엔리케 카프릴레스(Henrique Capriles) 미란다주 주지사를 누르고 4선에 성공하였다. 당시 암 투병 중이었으며, 위독해지자 2013년 1월 10일에 열릴 취임식을 무기한 연기하였고, 니콜라스 마두로 부통령을 후계자로 지목했다. 2013년 3월 5일 향년 59세의 일기로 사망하였다.

## 생애 초기

### 학창 시절 (1954~1975)
우고 차베스는 1954년 7월 28일 바리나스 주 사바네타에서 교사 부부였던 아버지 우고 데 로스 레예스 차베스와 어머니 엘레나 프리아스 차베스의 차남으로 태어났다. 아메리카 원주민과 아프리카인 그리고 에스파냐인의 피가 그에게 흐르고 있다. 그는 사바네타 인근의 집에서 자라났다. 어릴 적에 형과 함께 사바네타로 보내져 친할머니 로사 이네스 차베스와 함께 살았다. 거기서 차베스는 칠하기, 노래하기 등과 야구를 즐기며 훌리안 피노 초등학교를 다녔다. 이후 그는 바리나스의 다니엘 플로렌시오 오리리 학교로 강제로 전학을 하게 되었다.
17살이 되었을 때 차베스는 베네수엘라 군사학교에 입학하였다. 1975년 군사학 학위를 취득하고 중위로 졸업하여 몇 달 간 복무를 하였다. 이후 카라카스의 시몬 볼리바르 대학에서 정치학 대학원 과정을 시작하였으나 학위를 취득하지 않은 채 대학을 떠났다.

### 군인 생활 (1975~1992)
대학 생활 동안 차베스와 동료 학생들은 19세기 베네수엘라 자유주의, 민족주의 혁명가 시몬 볼리바르의 범아메리카주의 철학과 페루 독재자 후안 벨라스코 알바라도와 다수 사회주의 및 공산주의 지도자들의 이념에서 영감을 얻어 치열한 좌파 민족주의 사상을 구상해 이를 볼리바르주의라 불렀다. 차베스는 또한 스포츠와 문화 활동에도 참여했다. 특히 "베네수엘라의 조무래기 크리오요"라는 무리와 야구 및 소프트볼 게임에 참여해 1969년 베네수엘라 전국 야구 챔피언십에 도전했다. 차베스는 또한 수많은 시와 소설 및 연극 작품도 썼다.
학업을 마친 후 차베스는 바리나스의 체제 유지 대대에 편입되어 전방 복무를 시작했다. 군 생활 도중이던 1980년 그는 부패한 군 내부의 상황에 회의를 느껴 퇴역할 목적으로 형인 아단 차베스와 미래에 대해 논의하던 중 형의 도움으로 게릴라 사령관이었던 더글라스 브라보를 만나게 되는데, 그는 그에게서 깨끗한 사람들이 군을 장악해야 한다는 조언을 듣고 군에 계속 남기로 결정했다. 차베스는 17년간 군에 복무했는데 이 기간 동안 다양한 전방, 지휘 체계, 그리고 방위 업무를 맡아 중령의 자리에 올랐다. 차베스는 또한 베네수엘라 군사학교에서 생도들을 가르치기도 했으며, 여기서 그의 정열적인 교수법과 베네수엘라 정부와 사회에 대한 신랄한 비판으로 알려지기 시작했다. 이 기간 동안 차베스는 볼리바리안 주의를 따르는 혁명 볼리바리안 운동-200(MBR-200)를 조직하였다. 이후 그는 수도 카라카스에서 여러 상부 직책을 맡았으며 여러 번 훈장을 받았다.

## 정치 활동

### 1992년 쿠데타 시도
카를로스 안드레스 페레스 행정부 치하에서 누적된 민중 불만과 경제 후퇴에 응답하여 차베스는 군사 쿠데타를 준비하기 시작했다. MBR-200 주도 하의 쿠데타 날짜는 원래 1991년 12월로 잡았으나 1992년 2월 4일 새벽으로 연기하였다. 이날 차베스 지휘 하의 군대 다섯 부대(five army unit)는 다수의 군사 목표물 및 통신망 점령을 목표로 카라카스 도심지로 진격하였다. 이들 목표는 미라플로레스 대통령 궁, 국방부 건물, 라 카를로타 군사 공항, 그리고 역사박물관이었다. 차베스의 최종 목표는 해외 출장에서 돌아오는 페레스 대통령을 사로잡는 것이었다.
베네수엘라 군 10% 미만의 세력이 차베스의 명령을 따랐다. 수많은 배반, 중도 배반, 실수 그리고 그 밖의 상황에 몰려 차베스와 소수의 반란자들만이 역사박물관에 고립되어 전국에 퍼져있는 스파이와 지원자들에게 연락할 방법이 끊기게 되었다. 또한 차베스의 동지들은 미리 준비한 비디오테이프를 공영 방송국을 통하여 방송하는 데 실패하였다. 차베스는 테이프를 통하여 대중 시민 봉기를 호소하려 하였다. 쿠데타가 진행됨에 따라 페레스 대통령을 사로잡는 데는 실패하였다. 격전 중에서 14명의 병사가 죽임 당하고 50명의 병사와 80명의 시민이 부상당하였다. 베네수엘라의 타 지역 반란 세력들은 즉흥적 민중 반란에 힘입어 카라보보 주 발렌시아 시, 마라카이보, 마라카이 등 대도시를 손에 넣었으나 카라카스를 점령하는 데는 실패하였다.

### 쿠데타 실패와 수감
쿠데타가 실패할 것을 예측한 차베스는 결국 불필요한 유혈충돌을 피하기 위해 스스로 정부군에 체포되었다. 정부는 나머지 반란 세력들이 투쟁을 중단하도록 차베스가 공영 방송국에 출연하는 것을 허락하였다. 그러나 차베스는 방송에서 투쟁 중단 요청과 함께 '단지 "지금으로서는"(por ahora) 실패한 것일 뿐'이라는 말을 슬쩍 집어넣었다. 그는 이 발언으로 인해 전국적으로 유명해졌다. 수많은 베네수엘라 빈민은 그를 정부 부정부패에 맞설 수 있는 인물로 인식하게 되었다. 차베스는 야레 감옥으로 보내졌으며 페레스 대통령은 이듬해 탄핵되었다. 투옥 생활 중 차베스는 눈의 안쪽으로 살이 자라나는 질병을 앓아 이후 수술을 받았으나 시력이 만성적으로 약화되었다.

### 정계 진입(1992~1999)
2년 간의 투옥 생활 이후 차베스는 1994년 라파엘 칼데라 대통령으로부터 사면받았다. 감옥에서 풀려난 차베스는 MBR-200을 제5공화국운동(MVR - Movimiento Quinta República)으로 조직하였다. 이후 1998년 차베스는 대선을 겨누고 캠페인을 시작했다. 민심을 얻기 위하여 차베스는 볼리바리안 주의에 기반을 둔 국가 아젠다 초안을 제시하였다. 차베스와 그의 지지자들은 이러한 작업을 기존의 정당 다툼의 공화국을 교체할 "새로운 공화국의 초석"에 비유하였다. 이들의 분석에 따르면 현 헌법은 나라의 "puntofijismo" 라 불리는 양당체제를 정치와 법적으로 유지시키는 매개나 다름없었다. 베네수엘라 일련의 거대 은행의 소유주인 에스파냐의 Banco Bilbao Vizcaya Argentaria (BBVA)은행과 Banco Santander (BSCH)은행 등 외국 은행은 수백만 달러 규모 불법 정치 자금을 동원해 차베스의 캠페인을 후원했는데 이것은 큰 논란거리가 되었다.
차베스는 자신의 카리스마와 투박한 연설 스타일을 통하여 빈곤 노동 계급 유권자들의 지지를 받았다 1998년 5월과 8월 사이에 차베스의 지지도는 30%에서 39%로 급상승하였다. 그는 1998년 12월 6일 카터 센터가 승인한 1998년 대통령 선거에서 56%의 지지를 받아 당선되었다.

### 첫 대통령 임기(1999~2001)
차베스는 1999년 2월 2일 선서식을 거쳐 베네수엘라의 경제 쇠퇴기를 극복하고 제계에 국가가 미치는 영향력을 강화하는 임무를 부여받았다. 차베스는 임기의 첫 수 달 동안 신법 제정과 헌법 개혁을 통해 양당체제를 해체하는 데 주안점을 두었으며, 이차적으로 사회 및 복지 프로그램에 추가적인 정부 자금을 배당하는 활동을 벌였다.
그러나 유례를 찾기 힘든 석유 가격과 국제 융자 이자액의 급등이 베네수엘라 경제를 덮쳤다. 축소된 연방 잔고는 차베스의 대규모 빈곤 퇴치 프로그램에 거의 기여를 하지 못했다. 1999년 4월 차베스는 높은 유지비에도 불구하고 사회 발전에 기여를 하지 않는 국가 기관 - 군대 - 로 눈을 돌렸다. 차베스는 전 부대에 베네수엘라의 빈촌과 농촌 지역에 정치 및 사회 발전을 가져올 수 있는 프로그램을 수립하도록 명령을 내렸다. 이 민-군 협력 프로그램은 "볼리바르 계획 2000"으로 명명되어 시작되었으며 예전 1990년대 쿠바의 "특수 시대" 동안 쿠바 대통령 피델 카스트로가 설립한 유사 프로그램과 매우 비슷하게 디자인 되었다. 볼리바르 계획 200은 도로 건설, 주거 지역 건설, 그리고 대규모 예방 접종 등의 면모를 지녔다. 그러나 2001년, 군 간부들의 (이후 차베스에게 적대적인 경향을 띠어 쿠데타에 참가한 간부와 차베스를 지지하는 간부 모두) 부정부패가 적발되자 프로그램은 크게 위축되었다.

#### 사회간접자본의 국영화 및 투자유치 정책
차베스는 국민연금제도와 알루미늄 산업 그리고 석유 산업 등의 국가 산업 사유화를 추진하던 전임 대통령과 큰 차이를 보였다. 차베스는 부의 재분배를 주창하면서도 외국 자본 유치를 소홀히 하지 않았으며 동시에 투기 자본의 인플레 경향을 막기 위하여 적당 순에서 외자 도입을 제어했다.
차베스는 베네수엘라의 외국 자본 유치를 위하여 베네수엘라의 석유 추출량을 감소시켰다. 이론적으로는 석유가 줄어들면 석유 가격이 오르게 되어 전체 석유 순익을 증가시킬 수 있다. 또한 타 OPEC 국가들과 적극적으로 협상하여 석유 수출량을 줄이도록 설득하였다. 이러한 활동으로 인하여 차베스는 석유 산업계와 OPEC에서 "가격 매파"로 불리게 되었다. 또한 차베스는 석유 초대형 기업 Philips Petroleum과 ExxonMobil과의 60년 로열티제 계약의 포괄적 재협상을 시도하였다. 기존의 합의안에 따르면 이들 기업은 베네수엘라 석유 개발을 통해 수백억 달러의 수익을 올리고 있었다. 차베스는 협상 도중 석유 산업을 완전히 국유화 하겠다는 의도를 밝혔다. 석유 기업과의 재협상은 실패했으나 차베스는 베네수엘라의 느슨한 세금 제도의 공평성과 효율성을 특히 대기업과 지주들을 상대로 증진하는 데 몰두했다.
그러나 1999년대 중반에 들어서 차베스의 빈곤 퇴치 캠페인에 캠페인이 난관에 봉착하자 큰 비난을 맞게 되었다. 국회에서 야당 의원들은 차베스의 입법안들을 저지하였다. 차베스는 이들 저항 세력을 넘어서기 위하여 본인이 당선된 지 몇 달 안 된 1999년 7월에 전국 선거를 승인하였다. 첫 선거는 제헌의회를 소집 할지 여부에 대한 국민투표였다. 이 제헌 의회는 차베스의 정치 이념에 더 근접하는 새로운 베네수엘라 헌법을 만드는 임무를 부여받았다. 두 번째 선거는 이 제헌 의회의 의원들을 선출하는 총선이었다. 제헌 국민투표는 CNE의 심사 하에 72% 지지를 받아 통과되었다. 두 번째 선거를 맞아 차베스의 MVR와 연합 정당들은 애국창살 (Polo Patriótico)을 수립하였다. 애국창살은 131 의석 중 120 의석 (95%)을 휩쓸었다.

#### 헌법 개정
1999년 8월 제헌 의회는 특수 "사법부 임시 위원회"를 소집하여 정부의 타 권력에 문의하지 않고 판사를 제명할 권력을 부여받았다. 이 위원회는 190명의 판사를 부정부패로 기소하여 제명하였다. 동시에 제헌 의회는 "사법위기"를 선언하여 일곱 명의 위원회가 국회의 일반 업무를 맡도록 명하였다. 이것은 입법부의 반 차베스 세력이 중립화 되는 것을 의미했다. 동시에 제헌 의회는 국회가 어떠한 형태의 집회라도 가질 수 없도록 했다.
제헌 의회는 1999년 베네수엘라 헌법 초안을 작성했다. 350개 조항을 가진 이 헌법은 세계에서 가장 긴 헌법 중 하나였다. 제일 먼저 도입된 변경 사항은 국명을 "베네수엘라 공화국"에서 "베네수엘라 볼리바리안 공화국"으로 바꾸는 것이었다. 또한 대통령의 임기를 5년에서 6년으로 늘렸으며 동일 대통령직 연속 수행을 한번 연속에서 두 번 연속 수행으로(총 18년) 바꾸고 대통령 탄핵 국민투표를 가능케 했다. 이러한 국민투표는 최소 서명을 받아야 가능하다. 대통령직은 국회를 해산할 권한을 받는 등 강력한 직위로 바뀌었다. 새로운 헌법은 예전의 양원(하원과 상원으로 이루어진) 국회를 일원 국회로 바꾸고 권한을 축소하였다. 또한 대통령과 국회 그리고 헌법을 감시할 권한을 부여받는 검찰직을 탄생시켰다. 차베스는 검찰을 베네수엘라 신규 정부의 "도덕적 부분"이라 묘사했다. 마지막으로 국회가 임명하던 판사들은 이제 공청회를 통해서만 임명 받을 수 있게 되었다.
이 헌법은 1999년 12월 제안되어 국민투표로 통과되었다. 이리하여 제헌 의회는 60일 동안 차베스가 원하는 대부분의 구조적 변화를 헌법을 통해 일구어냈다. 차베스는 그의 사회 정의 프로그램을 포괄적으로 도입하기 위해서는 이러한 변화가 필수적이라고 말했다. 그는 베네수엘라의 정부와 정치 구조를 근본적으로 바꾸고자 했으며 정계에 독자적인 정당과 다양한 제3당의 참여를 유도하고자 했다. 이러한 과정의 일부로 차베스는 저항 세력인 민주행동당(Acción Democrática)과 사회기독당을 치명적으로 마비시키고자 했다. 차베스의 이러한 목표는 새 헌법 통과라는 한 가지 행동을 통해 큰 성과를 거두었다.

### 두 번째 대통령 임기(2001~2007)

#### 재선에 성공
2000년 6월 30일 새 국회 총선이 이루어졌다. 동시에 차베스는 새 헌법 하에 다시 대통령 후보로 나섰다. 차베스의 연합 세력은 국회의 2/3를 쟁취했으며 차베스 본인은 60%의 지지를 받아 재선에 성공했다. 카터 센터는 정치적 경황 상 CNE의 공식 결과를 확인할 겨를이 없었다고 보고했으나 이후 선거 결과는 민심을 반영했다고 결론지었다.
이후 2000년 12월 3일 지방 선거와 추가적인 국민 투표가 이루어졌다. 차베스가 지지하는 이 국민투표의 내용은 국가가 베네수엘라의 노조 선거를 감시한다는 내용이었다. 국제노동기구를 포함하여 수많은 국제 노동 조직들이 이 국민 투표가 국가의 노조 내정 간섭이라며 크게 반발하며 베네수엘라에 대하여 징계 조치를 취하겠다는 경고를 보냈다.
2000년 5월 선거와 7월 선거 이후 차베스는 국회가 "권한부여법"을 통과시키는 것을 지지하였다. 이 법에 의하여 차베스는 일 년간 행정부 조치를 이용해 직접 법을 만들 수 있는 권한을 부여받았다. 이 법이 만료되기 직전인 2001년 11월 차베스는 49개 행정부 조치를 내려 법을 만들었다. 탄화수소법과 토지법 등이 대표적인 법이며 자세한 내용은 하단을 참고하라. 전국 상공회인 Fedecamaras와 노동 총 연맹인 CTV가 이들 법안에 반대하여 2001년 12월 10일 총파업을 제안했다. 총파업을 통하여 이들 연맹은 대통령의 입법 행위를 되돌리고 이들 법안에 대한 토론을 시작하려고 했으나 영향은 미미했다.
3년 임기를 마치면서 차베스의 주요 정책은 베네수엘라 토지 소유자들에게 도전을 주었으며, 영아 사망률을 낮추고 정부 보조를 받는 무료 의료 제도와 대학까지의 교육제도를 무료로 만들어 사회 복지 수준을 높이는 데 성공했다. 2001년 12월 차베스는 자본 흐름을 제어해 인플레를 40%에서 12%로 잡는 데 성공했으며 경제 성장률을 안정적인 4%로 높였다. 차베스 행정부는 또한 초등 교육 제도 등록률을 백만 명의 학생으로 늘리는 데 성공했다고 보고했다.
차베스는 2006년 12월 3일 대통령 선거에서 60퍼센트 대의 높은 득표율로 도전자인 마누엘 로살레스를 물리치고 3선에 성공했다.

#### 반차베스 쿠데타
2002년 4월 9일 베네수엘라 노총(CTV) 지도자 카를로스 오르테가는 이틀간 총파업을 개시했다. 약 50만 명의 시위자들이 4월 11일 가두로 나서 베네수엘라 국영 석유 회사(PDVSA)로 행진해 해고당한 관리의 복구를 요구했다. 시위 조직가들은 행진을 친차베스 시위대가 집결 중이던 대통령궁 미라플로레스로 보내기로 했다. 차베스는 오후 내내 국영 방송을 통해 시위 해산을 요청했다. 시위대 사이에서 총기 난사 등 폭력이 발생했으며 이에 야당 출신 시장이 지휘하는 카라카스 경찰청과 차베스의 지휘 하에 있는 국토방위대가 개입했다. 친차베스 시위대와 반차베스 시위대가 밀집해있는 지역에 저격수들의 사격 소리가 울리기 시작했다.
그리고 베네수엘라 군 총사령관 루카스 린콘 로메로(Lucas Rincón Romero)는 불시에 전국 방송을 통해 차베스가 대통령직을 사임했다고 발표했다. 차베스는 군사 기지로 끌려가 억류됐으며 군사 지도자들은 상공위장 페드로 카르모나(Pedro Carmona)를 베네수엘라의 임시 대통령으로 임명하였다. 카르모나의 첫 행정조치는 차베스 "볼리바리안 혁명"의 굵직굵직한 사회 및 경제 정책을 모두 원 위치로 되돌려 놓았다. 이것은 금융 제한 취소와 석유 생산 제한을 원 수준으로 되돌려 놓는 것 따위의 조치를 포함했다. 카르모나는 또한 국회와 사법부를 해산하고 국명을 베네수엘라 공화국으로 되돌렸다.

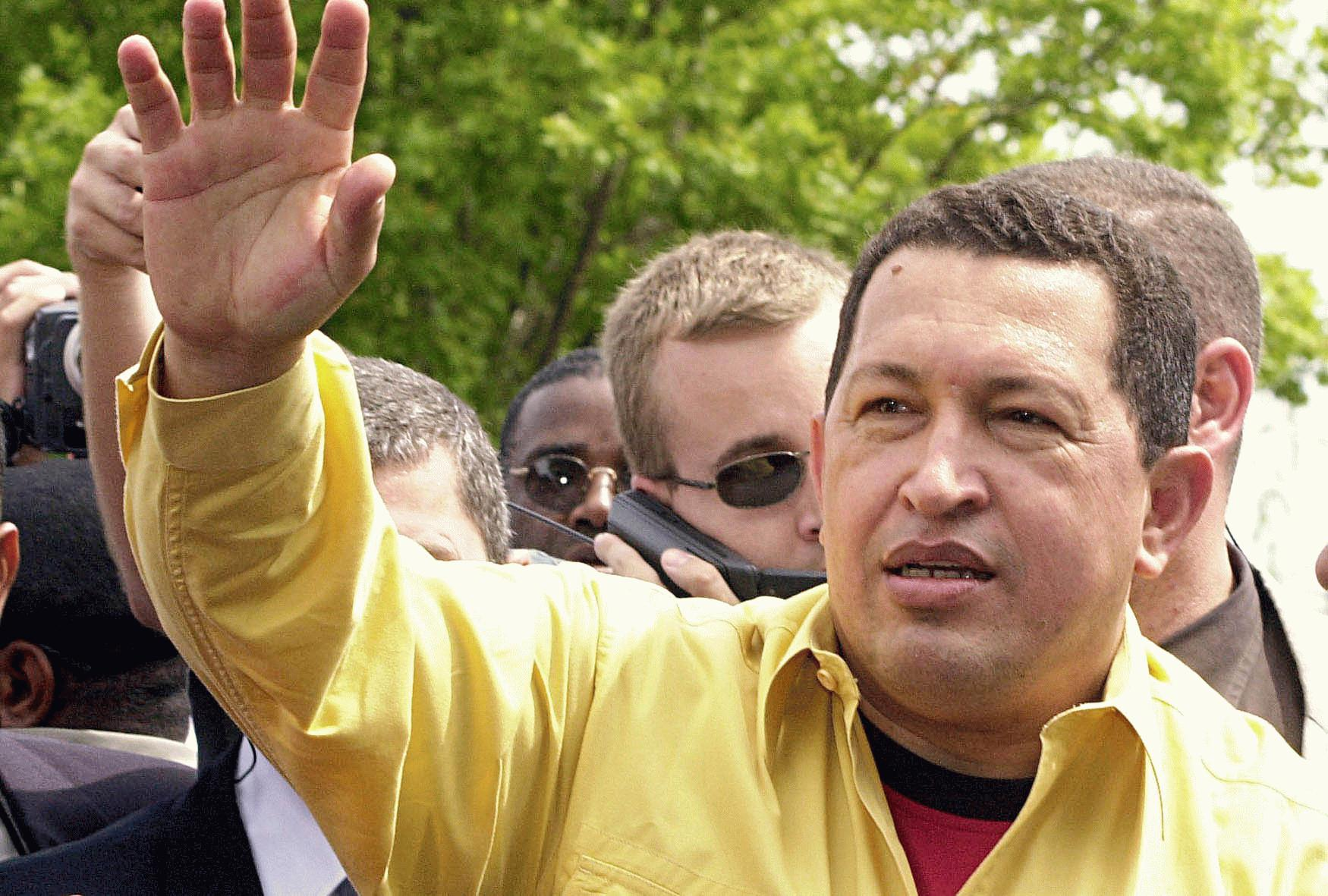
차베스가 브라질 포르투알레그리에서 열린 세계 사회 포럼에 참석하기 위해 2003년 1월 26일 살가도 휘오 공항에 내려 지지자들에게 손을 흔들고 있다. (Agência Brasil)

카르모나의 조치에 친-차베스 세력은 민중 봉기로 응답하였다. 친 차베스 병사들은 이들 봉기에 응답하여 대중 지지를 확보하고 맞대응 쿠데타를 계획하였다. 이들 병사들은 대통령궁을 점령하고 차베스를 해방하였다. 그리하여 베네수엘라 역사상 가장 짧았던 정부는 막을 내리게 되었고 차베스는 2002년 4월 13일 대통령직에 복귀했다. 이 사건이 있은 후 린콘은 육군사령관으로 임명되고 2003년 내무부 장관으로 이동 배치되었다. 반 차베스 세력은 린콘이 차베스와 긴밀한 관계를 유지했으므로 실상은 쿠데타가 발생한 것이 아니라 다만 차베스가 사임하자 권력의 공백기가 발생한 것이라고 주장한다.

#### 쿠데타 진압과 복귀
2002년 4월 대통령직에 복귀한 차베스는 쿠데타에 대한 진상 조사 작업을 벌여 그 배후에는 미국이 있다는 결론에 도달했다. 2002년 4월 16일 차베스는 미국에 등록되어 있는 비행기가 차베스가 억류되어 있던 오르키아 섬(Orchia) 공군기지에 착륙한 기록이 있다고 주장했다. 2002년 5월 14일 차베스는 쿠데타에 미국이 개입했다는 확실한 증거를 잡았다고 주장했다. 쿠데타 동안 베네수엘라 레이다 이미지에 베네수엘라 해역과 공영에 미국 함대와 비행 편대가 포착됐다고 했다. 가디언(The Guardian)은 당시 좌파 출판물 기고자이며 해군 분석가이자 부시 행정부의 비판자인 웨인 메슨(Wayne Madsen)이 미국 해군이 개입했다는 주장을 실었다. 미국 상원 의원 (민주당-코네티컷주) 크리스토퍼 도드(Christopher Dodd)는 차베스 제거 작업에 워싱턴이 개입했다는 우려를 조사할 것을 요구했다. 이 조사는 추후 "미국 공무원들이 적절히 행동했으며 4월 쿠데타를 유도하는 어떠한 행동도 취하지 않았으며 해군 또한 개입하지 않았다."고 결론냈다.

### 2004년 소환 투표
2003년과 2004년 차베스는 대중적 지지를 유지하기 위하여 여러 가지 사회 및 경제 캠페인을 시작했다. 2003년 7월 150만 명의 문맹 성인 인구에게 무료 읽기 쓰기 셈하기를 가르치는 "로빈슨 미션"을 추진했다. 2003년 10월 12일 차베스는 베네수엘라의 원주민 생활, 종교, 토지, 문화 그리고 권리를 보호하는 프로그램인 "과카이프로 미션"을 시작했다. 그리고 2003년 후반기 대통령은 초등학교를 마치지 못한 성인 이백만 명에게 무료 고등학교 교육을 제공하는 "수크레 미션"을 시작했다.
2004년 6월, 야당은 대통령 소환 국민투표를 청구한다. 국민투표는 8월 15일에 실시되어 59% 반대표로 부결되었다.

### 세 번째 대통령 임기(2007~2013)
2007년 차베스는 연임 제한 철폐, 각종 사회개혁 정책의 구체적인 내용까지 포함해 모두 69개 조문을 고치기 위해 제안한 개헌안을 내놓았으나 이는 국민투표에 의해 부결됐다.
2년 뒤 차베스는 다시 개헌안을 내놓았다. 이는 대통령을 포함한 정치인의 연임제한을 철폐한 조항을 담고 있었다. 차베스는 CNN과의 인터뷰에서 2번째 개헌안이 부결될 경우 3번째 개헌시도도 할 수 있다고 밝혔다. 2번째 개헌안은 국민투표에서 54% 찬성, 46%의 반대로 통과됐다.

### 2012년 대선
차베스는 2012년 대통령 선거에 4번째로 출마했다. 상대 후보는 야권통합 후보인 엔리케 카프릴레스(Henrique Capriles) 전 미란다 주지사로 정해졌다.대선 직전인 2012년 9월 여론조사에서 차베스는 카프릴레스에 10% 앞선 것으로 나타났다. 하지만 카프릴레스가 2% 앞선 여론조사 결과도 있었다.
대선 이전부터 차베스는 중국과 함께 국내 금광을 공동개발하기로 합의했고, 2012년 8월에는 메르코수르에 베네수엘라를 정식으로 가입시켰다. 또한 이미 국영화된 석유 뿐만 아니라 전력, 금융 등 국가 기반산업에 대해 전반적인 국영화를 추진해 왔다. 반면 야권통합 후보인 카프릴레스는 국영석유회사 민영화 계획은 없지만 차베스의 막무가내식 기업 국유화에는 반대 입장을 밝혔다.
대선 결과 차베스는 54%의 득표율로 45%의 지지를 받은 카프릴레스를 누르고 당선됐다. 차베스의 임기는 6년 뒤인 2019년 1월까지 예정돼 있었다. 한편, 야권후보 카프릴레스는 패배하긴 했으나 지난 4번의 대선 중 야권후보로는 가장 높은 득표를 했다.
선거가 끝난 뒤 차베스는 카프릴레스와의 통화에서 국민통합을 제안하기도 했다.

## 죽음

### 질병과 비밀 진료
2012년 10월 7일 4선에 성공한 차베스는 2달이 지난 12월 11일, 지병인 암을 치료하기 위해 쿠바로 떠났다. 차베스의 정확한 병명이나 상태는 알려지지 않았다. 베네수엘라 정부는 2013년 1월 3일 성명을 발표해 차베스가 암수술 뒤 폐감염 합병증으로 호흡곤란 상태에 있다고 밝혔다. 그는 자신의 건강이상설을 은폐하기 위해 비밀리에 진료를 받았다. 그러나 누군가에 의해 그의 건강이상설이 유포되고 만다.
2013년 1월 10일 예정된 대통령 취임식에도 차베스는 모습을 나타내지 않았다. 야권은 '대통령이 국회 앞에서 취임선서를 해야 한다'고 되어 있는 헌법 조항을 들어 차베스를 비판했지만, 베네수엘라 대법원은 "취임 선서를 하는 것과 새로운 임기를 시작하는 것은 명백한 차이가 있다"며, 대통령 취임식을 연기하는 것이 합헌이라고 밝혔다. 야권통합 후보였던 카프릴레스도 이를 받아들였다.
한편, 베네수엘라 정부는 2013년 2월 15일 국영TV를 통해 쿠바의 병상에 있는 차베스가 두 딸과 함께 웃는 사진을 공개했다. 정부는 이 사진을 2월 14일 밤에 촬영한 것이라 밝혔다. 차베스는 3일 뒤인 2월 18일 베네수엘라로 전격 귀국했다. 베네수엘라 언론은 차베스가 걸어서 병원에 도착했다는 보도를 내보내기도 했다. 차베스의 건강이 다시 좋아지고 있음을 보여주는 대목이었다.
하지만 건강회복설은 오래가지 못했다. 2월 20일 차베스와 각별한 관계인 에보 모랄레스 볼리비아 대통령은 전날 차베스의 병문안을 갔지만 그를 만날 수 없었다고 밝혔다. 모랄레스의 발언을 토대로 차베스가 고국에서 임종을 맞기 위해 돌아왔다는 추측도 이어졌다. 스페인의 일간 ABC는 러시아와 쿠바의 의료팀이 차베스의 암을 멈출 수 없다는 결론을 내리고 떠났다는 보도를 내보내기도 했다. 베네수엘라의 마두로 부통령은 2월 23일 차베스의 건강상태에 대해 입을 열었다. 마두로는 차베스가 필담을 나눌 수 있는 상태이며, "열정적이고 활력이 넘치는 상태"라고 밝혔다. AFP 통신은 차베스와 마두로가 2월 22일 병실에서 5시간 이상 국정 현안에 대해 이야기를 나눴다고 보도했다.
차베스의 건강에 대한 설왕설래가 계속되는 가운데, 이미 차베스가 죽었다는 주장까지 나왔다. 2월 27일 기예르모 코체스 미주기구(OAS) 주재 전 파나마 대사는 파나마 언론과의 인터뷰에서 차베스가 이미 2012년이 끝나기 직전 뇌사상태에 빠졌고, 베네수엘라로 옮겨진 뒤 가족들의 결정으로 생명유지장치를 떼고 숨졌다고 주장했다. 또한 코체스는 2월 15일 공개된 병상의 차베스 사진도 조작된 것이라고 주장했다. 이에 대해 마두로 부통령은 "부르주아들이 차베스를 괴롭히고 지속적으로 공격하고 있다"며 코체스의 주장을 반박했다.
3월 4일 베네수엘라 정부는 이미 차베스의 병세가 심각히 악화됐다고 긴급성명을 발표하기도 했다. 차베스 건강 이상설의 실체는 3월 5일에 밝혀졌다. 니콜라스 마두로 부통령은 이날 오후 4시 25분(현지시간) 차베스가 암투병 끝에 숨졌다고 공식적으로 밝혔다.
차베스가 사망한 뒤 베네수엘라 정부는 7일간의 애도 기간을 선포했으며, 베네수엘라 수도 카라카스의 차베스 지지자들은 "차베스는 살아있다" 등 구호를 외치며 거리로 나왔다. 차베스의 시신은 3월 8일 장례식을 마친 뒤 카라카스의 군사학교에 안치될 예정이었다. 헌법에 따라 30일 이내로 대통령선거가 다시 실시되어야 하며, 그 전까지는 마두로 부통령이 대통령 직무대행이 되었다. 해당 선거에서 마두로가 당선되었다.

## 기타

### 평가
차베스는 친러파 성향의 정치인이기도 하며, 러시아를 지지하는 성향이 인식되기도 한다. 이러한 성향으로 차베스는 러시아와의 관계가 중요시 하다는 설명을 하기도 하였다. 또한 차베스는 베네수엘라 국민의 우상이 되기도 하였다.
국외적으로 차베스는 워싱턴 컨센서스로 대표되는 신자유주의에 대항하여 대안적인 경제 발전 모델을 지지하고 세계의 가난한 국민, 특히 라틴 아메리카 국민들의 협조를 주창했다. 차베스는 빈민층의 지지를 받은 반면 중상류층의 격렬한 비난 공세를 받았다. 이들은 그가 부정 선거, 인권 침해, 반대파 억압 등 독재 정치를 행하고 있다고 비판하였다.
민생 안정에도 실패했다는 평가가 나온다. 차베스 정권의 지나친 가격통제로 인해 사람들은 생필품 구입을 위해 길게 줄을 서고, 암시장이 형성되는 등 부작용이 생겼다. 경제성장률, 실업률, 물가상승률 등 거시경제 지표에서도 악화가 두드러진다. 2014년부터 베네수엘라의 경제성장률은 계속 마이너스를 기록하고 있으며, 2017년에는 -14%를 기록하였다. 실업률 또한 2015년부터 폭등해 2015년에 7.4%, 2016년에 20.6%, 2017년에 27.1%, 2018년에 33.3%를 기록하였다. 평균 소비자물가 상승률은 생전에도 항상 두 자릿수를 기록하였으며, 2015년에 111.8%, 2016년에 254.4%, 2017년에 1,090%, 2018년에 13,860%의 살인적인 수치를 기록했다.
삼권분립과 민주주의도 붕괴하였다는 평가 또한 나온다. 유엔 인권국에서는 우고 차베스가 사법부의 독립성을 파괴하고 있다고 비판하였다. 차베스 사후에는 사법부가 입법부의 입법권을 박탈하는 일도 발생했다. 대법원이 별도로 지정한 기관 또는 대법원 산하 헌법위원회가 입법권을 행사하도록 하는 방식이다.
경제 파탄으로 인해 2015년 12월 치러진 총선에서 베네수엘라의 집권당이었던 통합사회주의당(PSUV)은 16년 만에 야권에 참패하였고, 야권 연합인 민주연합회의(MUD)가 과반 의석을 차지했다.

### 한반도와의 관계
베네수엘라는 우고 차베스의 반미 성향과 장기 집권에 따른 독재 의혹을 받게 되면서 대한민국과의 관계는 소원해졌다. 대신 조선민주주의인민공화국과는 비교적 우호적인 관계를 가졌다. 2011년 김정일이 사망하자, 라틴 아메리카 국가 정상으로서는 유일하게 공식적으로 애도를 표했다. 2017년에 대한민국에서 문재인 대통령이 취임한 이후에는 야당으로 있던 자유한국당이 '문재인 대통령은 좌파 성향을 띤 차베스주의 경제 정책을 따르고 있다'며 비판하고 있지만, 이는 경제 정책 루머를 이용한 것일 뿐, 사실이 아닌 걸로 드러났다.

### 일화
특유의 다혈질적인 성격으로 유명하여, 제17차 이베로-아메리카 정상회담에서 스페인의 사파테로 총리가 연설을 하는 도중 차베스가 욕을 하면서 끼어들자 후안 카를로스 1세는 차베스에게 “자네는 좀 닥치지 그러나?”(스페인어: ¿Por qué no te callas? 뽀르께 노 떼 까야스?[*])라고 말하기도 했다.

### 차베스 관련 서적
차베스 대통령에 대한 단행본으로는 차베스 대통령의 사회주의적인 개혁정치를 연구한 《차베스, 미국과 맞짱뜨다》(베네수엘라 혁명모임, 시대의 창)이 있다.

## 같이 보기
- 반미주의
- 행동주의
- 차베스주의
- 21세기 사회주의
- 베네수엘라 연합사회당

## 역대 선거 결과
| 선거명      | 직책명              | 대수 | 정당                  | 득표율 | 득표수      | 결과 | 당락 |
| ----------- | ------------------- | ---- | --------------------- | ------ | ----------- | ---- | ---- |
| 1998년 선거 | 베네수엘라의 대통령 | 48대 | 제5공화국 운동당      | 56.20% | 3,673,685표 | 1위  |      |
| 2000년 선거 | 베네수엘라의 대통령 | 48대 | 제5공화국 운동당      | 59.76% | 3,757,773표 | 1위  |      |
| 2006년 선거 | 베네수엘라의 대통령 | 48대 | 제5공화국 운동당      | 62.84% | 7,309,080표 | 1위  |      |
| 2012년 선거 | 베네수엘라의 대통령 | 48대 | 베네수엘라 연합사회당 | 55.07% | 8,191,132표 | 1위  |      |